# CDC Habitat
Cet article possède un paronyme, voir Société nationale immobilière et foncière.
CDC Habitat, anciennement Groupe SNI (Société nationale immobilière), est une filiale de la Caisse des dépôts et consignations ayant pour mission principale la gestion du patrimoine immobilier public. En 2023, l'entreprise gère 554 000 logements. 
En 2005, le groupe SNI se transforme en opérateur immobilier global. Il propose sur l’ensemble du territoire français une offre large : logements très sociaux, sociaux, intermédiaires et libres, foyers et résidences, accession à la propriété.

## Histoire
Le groupe SNI (Société nationale immobilière) tire son origine de la Société de gestion immobilière des armées (Sogima), structure créée en 1961 pour répondre aux besoins de logements des armées.
De 1970 à 1975, la Sogima diversifie ses activités en devenant le bailleur de référence des grands réservataires publics (ministère de la Défense, de l’Intérieur et de la Justice). Puis, en 1976, la Sogima prend le nom de Société nationale immobilière (SNI).
En juillet 1999, André Yché est nommé président du conseil d'administration de la SNI.
En 2004, la SNI devient une filiale de la Caisse des dépôts et consignations. En 2005, elle se transforme en groupe à la suite de la prise de contrôle de SCIC Habitat et de ses 13 SA HLM, soit 135 000 logements. Entre 2005 et 2006, le groupe SNI élargit son périmètre avec la reprise des trois SEM SCET, CD Cités et CD Habitat puis du groupe EFIDIS et la Sagi.[réf. nécessaire]
Depuis 2004, le groupe SNI est le premier opérateur de l’Agence nationale pour la rénovation urbaine avec 1,669 milliard d’euros engagés dans le cadre du plan national de rénovation urbaine. À partir de 2008, il met en œuvre le plan stratégique Élan 2020 de la Caisse des dépôts et consignations, en particulier sur les problématiques du logement et du développement durable.[réf. nécessaire]
En 2008-2009, le groupe SNI participe au  Plan de relance de l’économie avec la mise en production de plus de 30 000 logements sur quatre ans. Cette intervention, à laquelle s’ajoute un programme de production 40 000 logements supplémentaires entre 2010 et 2015, vise à développer une offre diversifiée sur des zones à pénurie de logements.[réf. nécessaire]
2012 : le groupe SNI précise son organisation en région, hors Île-de-France, dans les domaines de la maîtrise d'ouvrage et du développement. Sept directeurs territoriaux sont les interlocuteurs uniques des collectivités territoriales.[réf. nécessaire]
2014 : le groupe SNI s’engage dans la relance de la construction. Le groupe lance deux appels à projets distincts, l'un pour 10 000 logements sociaux et 10 000 logements intermédiaires.[réf. nécessaire]
Janvier 2014 : la nomination de Thomas Le Drian, fils du ministre de la Défense Jean-Yves Le Drian, fait polémique et suscite des accusations de népotisme,,. Il est nommé après un court passage chez KPMG et à seulement 29 ans directeur de cabinet du Président du directoire du Groupe SNI après avoir été chargé de mission pour Jean-Pierre Jouyet, réputé proche de Jean-Yves Le Drian, au sein de ce dernier organisme entre 2012 et 2014. Six mois auparavant, André Yché, président du directoire du Groupe SNI, était décoré par Jean-Yves le Drian au sein des locaux du ministère de la Défense. Peu avant, Thomas Devedjian, fils du ministre Patrick Devedjian, démissionnait d'un poste obtenu alors que son père était le ministre de tutelle de l'entreprise.
Juillet 2014 : la Société nationale immobilière, filiale du groupe Caisse des Dépôts, s’associe à plusieurs grands investisseurs institutionnels français pour lancer le FLI[Quoi ?], premier fonds de logement intermédiaire.
En janvier 2015, le groupe SNI lance Grand Paris Habitat, avec pour vocation d'être l’interlocuteur privilégié des acteurs du territoire du Grand Paris.
En juin 2015, la SNI remporte l'appel d'offres de l’État pour créer 13 000 logements intermédiaires. La gestion de ce fonds d'1 milliard d'euros a été confiée au groupement constitué de la SNI et de sa filiale AMPERE Gestion SAS.
Juin 2015 : le groupe SNI devient l'actionnaire majoritaire d'Adoma.
En novembre 2015, la Banque européenne d'investissement signe un prêt de 500 millions d’euros destiné à financer le programme de relance de la construction.
En décembre 2015, le groupe SNI signe une convention avec la préfecture de la région Île-de-France qui vise la construction de 8 000 logements sociaux sur la période 2016-2018 et 15 000 logements intermédiaires au cours des cinq prochaines années.
Fin 2017, le groupe SNI devient actionnaire majoritaire (ou actionnaire de référence) des six Société Immobilière des Outre Mer (SIDOM), qui détiennent entre 30 et 100% (à Mayotte) du parc locatif social des départements d'outre mer (DOM), soit environ 70 000 logements sociaux.
En janvier 2018, le groupe SNI change de nom et devient CDC Habitat,.
En juin 2021, CDC habitat créé un méga fond pour vendre 8 000 de ses logements pour une valeur de 2,5 milliards d'euros.

## Métiers
Filiale d’intérêt général de la Caisse des dépôts et consignations, CDC Habitat est un acteur majeur de la politique du logement et du renouvellement urbain sur l’ensemble du territoire français.

## Identités visuelles

Logo du groupe SNI de 2005 à janvier 2018.
Logo de CDC Habitat depuis janvier 2018.

## Polémiques
La filiale de la Caisse des dépôts a fait face, à plusieurs reprises, à des accusations de népotisme notamment lors de l'embauche de Thomas Le Drian ou celle de Manuel Flam, membre du directoire, directeur général chargé des filiales de logement social (ESH) et très social (ADOMA) en 2014,,.
Un rapport de la Cour des comptes remis en 2013 juge que la SNI était prise dans un conflit d'intérêts lors de la vente, en 2009, de 30 000 habitations par la société Icade. Dans cette affaire, la Cour considère que la SNI s'est retrouvée en situation de « conflit d'intérêts » et a lésé les organismes HLM qu'elle était censée appuyer.
Le 1er juillet 2018, CDC Habitat informe la maire d'Aubervilliers, Meriem Derkaoui, de son refus d'accepter la proposition du conseil municipal de baptiser du nom de Maurice Audin une nouvelle résidence étudiante située sur la commune. Un refus justifié par le choix de vouloir « s’astreindre à des noms dépolitisés et consensuels »,. Meriem Derkaoui s'est alors indignée des différences de traitement pratiquées par CDC Habitat. L'appellation de la « résidence Maurice Denis » située dans la ville du Raincy, du nom d’un peintre antidreyfusard, proche de l'Action française et promu par le régime de Vichy, en serait un exemple. En septembre 2018, l'État français reconnaissait officiellement sa responsabilité dans la disparition de Maurice Audin. L'occasion pour Meriem Derkaoui de rappeler dans un communiqué la décision inadmissible et de réitérer son engagement à nommer une résidence étudiante Maurice Audin.